# 码
碼，符號為yd，英制中測量長度的一種單位，在英國（聯合王國）、其前殖民地及英聯邦國家中尤為常用。美國亦曾為英國殖民地；美國使用英制長度單位者，人數之眾，冠絕各國。
在香港，於售賣紙張、布匹及電線等的傳統商舖仍常使用「碼」為長度單位。另外，與「碼」字相關、最常出現在口頭語或報刊上的也許是足球比賽術語「十二碼」這詞。該詞正好說明了由罰球點離球門線為12碼長。中國大陸普通稱「十二碼」為「點球」，英文為。碼亦都是全世界的高爾夫球場（歐洲大陸除外）量度距離的單位。

## 單位換算
1碼 = 3 英尺 = 36 英寸 = 1/1760 英里 = 0.9144 米